# Massa equatorial continental

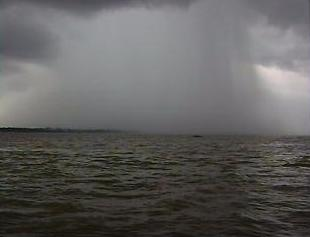
Evento de precipitação sobre rio da Amazônia, cuja ocorrência é propiciada pela atuação da massa equatorial continental.

A massa equatorial continental (mEc) é uma massa de ar de aspecto quente e úmido que é originada na região central do estado brasileiro do Amazonas. Atua sobre a Amazônia durante quase todo o ano, favorecendo a manutenção de temperaturas elevadas e eventos de precipitação, entretanto nos meses do inverno do hemisfério sul sua abrangência fica restrita aos estados do Amazonas, Acre e Roraima, enquanto que no verão alcança a Região Centro-Oeste e por vezes as áreas a oeste de São Paulo e Minas Gerais.